# Погост Вышнево
Погост Вышнево — населённый пункт в Кимрском районе Тверской области, входит в состав Ильинского сельского поселения.

## География
Находится на берегу озера Вышнево в 4 км на запад от центра поселения села Ильинское и в 18 км на северо-запад от райцентра города Кимры. 

## История

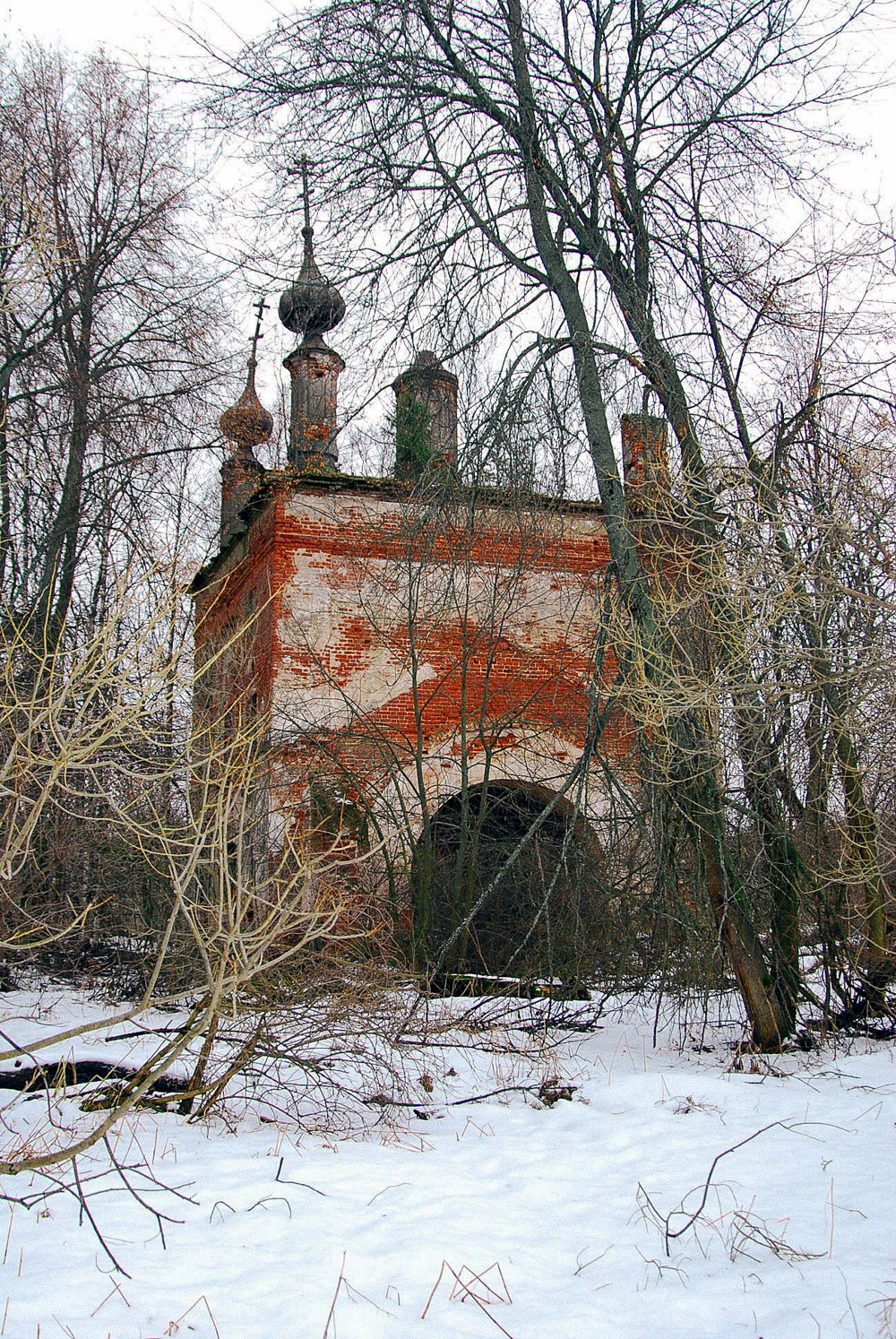
Церковь Рождества Христова. 2018 год

В 1817 году на Рождественском погосте была построена каменная Христорождественская церковь с 2 престолами, метрические книги с 1780 года. 
В конце XIX — начале XX века погост Рождественский входил в состав Ильинской волости Корчевского уезда Тверской губернии. 
С 1929 года Погост Вышнево входил в состав Ильинского сельсовета Кимрского района Кимрского округа Московской области, с 1935 года — в составе Калининской области, с 1994 года — в составе Ильинского сельского округа, с 2005 года — в составе Ильинского сельского поселения.

## Население
| 1859 | 2002 | 2010 |
| ---- | ---- | ---- |
| 22   | ↘0   | →0   |

## Достопримечательности
В Погосте Вышнево расположена заброшенная Церковь Рождества Христова (1817).